# Тюркеш, Алпарслан
Алпарсла́н Тюркеш (тур. Alparslan Türkeş; 25 ноября 1917, Никосия — 4 апреля 1997, Анкара) — турецкий политический и государственный деятель, полковник турецкой армии. Ультраправый националист, пантюркист, антикоммунист. Основатель Партии националистического движения и её молодёжной боевой организации Серые волки. Заместитель премьер-министра Турции в 1975-1978 годах. Депутат парламента Турции в 1965—1980 и 1991—1995. Başbuğ — «Лидер» — турецких националистов.

## Происхождение и учёба
Родился на Кипре, в семье потомков переселенца из Анатолии. При рождении получил имя Али Арслан Хамди. Впоследствии принял имя в честь почитаемого турецкими националистами сельджукского султана Алп-Арслана и символическую фамилию Тюркеш.
Окончил Военную академию в Стамбуле. Отличался крайне правыми националистическими взглядами.

## Офицер-заговорщик
В 1944 году капитан Тюркеш был привлечён к военно-полевому суду по обвинению в националистической пропаганде и деятельности. 7 сентября 1944 в стамбульском Суде чрезвычайного положения открылся судебный процесс. Перед судом предстали 23 пантюркистских активиста во главе с Нихалем Атсызом, Зеки Велиди Тоганом, Хамзой Сади Узбеком — среди них Алпарслан Тюркеш. 10 человек были приговорены к тюремному заключению сроком на 10 лет. Несколько месяцев провёл в тюрьме и Тюркеш, уволенный из рядов вооружённых сил.
Во второй половине 1940-х политическая ситуация изменилась: главной опасностью считался уже не фашизм, а коммунизм и СССР. Уже в 1947 году осуждённые были оправданы Военным кассационным судом. Крайний антикоммунизм Алпарслана Тюркеша способствовал его реабилитации.
В 1949 он вернулся на армейскую службу, в 1959 получил звание полковника. Повышал квалификацию в США. Занимался организацией взаимодействия турецкого Генерального штаба с командованием НАТО.
Алпарслан Тюркеш был сторонником установления в Турции правой военной диктатуры. 27 мая 1960 года он принял участие в военном перевороте и свержении правительства Аднана Мендереса (в 1961 Мендерес был казнён). Состоял в «Комитете национального единства» — пришедшей к власти военной хунте, зачитывал по радио обращение новых властей.
Однако генерала Джемаля Гюрселя, ставшего во главе нового режима, не устраивал националистический радикализм полковника Тюркеша. Вместе с группой единомышленников Тюркеш был отстранён от военных и политических постов и отправлен с миссией в Индию.

## Лидер ультраправого национализма

### Во главе националистической партии
Возвратившись в Турцию в 1963 году, Алпарслан Тюркеш возглавил правопопулистскую Республиканскую крестьянскую национальную партию. В 1969 году на съезде в городе Адана организация была преобразована в Партию националистического движения (MHP). Партия строилась с непререкаемым лидерством Тюркеша, именовавшегося Başbuğ (Вождь) и Albay (Полковник).

Приказы должны неукоснительно исполняться. С непочтительными, мягкими, недисциплинированными, неорганизованными людьми наше дело не продвинется.

Алпарслан Тюркеш

С MHP тесно аффилировалась молодёжная организация Серые волки (другие названия — «Корпус идеалистов», «Идеалистические очаги»), превратившаяся в штурмовые отряды турецкого национализма. Младшими соратниками Алпарслана Тюркеша были такие известные террористы, как Абдулла Чатлы, Мехмет Али Агджа, Халук Кырджи, Орал Челик.

### Партийная идеология
Идеология и программа MHP в полной мере отражали крайне националистические взгляды Алпарслана Тюркеша. Отстаивались идеи пантюркизма и превосходства турецкой нации. В социальном плане Тюркеш занимал популистские позиции, ориентировался на интересы средних слоёв и люмпенских социальных низов.

Наша цель — сделать собственником каждого, кто принадлежит к турецкой нации.

Ещё в 1965 году, возглавляя Республиканскую крестьянскую национальную партию, Алпарслан Тюркеш выпустил политический памфлет под названием «Девять основ доктрины». Этот текст содержал девять основных принципов, которые легли в основу турецкого националистической идеологии: национализм, идеализм, коллективизм, аграризм, сциентизм, народность, индустриализм, свобода и прогресс.
Он также являлся духовным лидером идеалистической школы фонда культуры и искусства (тур. Ülkü Ocakları Еğitim ve Kültür Vakfı).
Алпарслан Тюркеш проявлял интерес к идеям корпоративизма. Его социальные воззрения в целом представляли собой одну из разновидностей Третьего пути. В области политического устройства Тюркеш, несмотря на участие в парламентской системе, оставался сторонником установления националистической диктатуры.

### Противник СССР
Антикоммунизм Тюркеша предопределял его антисоветизм. СССР рассматривался MHP как главный враг Турции, турецкая компартия и левые организации — как советская агентура. При этом антисоветизм Тюркеша носил не только социально-политический, но и геополитический характер. В своей книге «Основные взгляды», вышедшей в марте 1975 года, Тюркеш приводит обширные выдержки из протокола судебного процесса 1944. СССР в эти текстах именуется Россией:

Поскольку самая большая масса тюркского населения проживает в России, самый наш большой враг — Россия. Россия нас привела к нынешнему состоянию, Россия точила на нас зубы, Россия разрушила нашу империю. И опять же Россия обречена грызться и возиться с нами из-за нашего географического положения.

В 1960 году, сразу после переворота, Тюркеша пригласил на встречу посол СССР Никита Рыжов и передал ему послание первого секретаря ЦК КПСС председателя Совмина СССР Никиты Хрущёва. В этом послании Турции предлагалась масштабная советская экономическая и даже военно-техническая помощь и отвод советских войск от турецкой границы — в обмен на выход Турции из НАТО и вывод американских баз с турецкой территории. Тюркеш на это не согласился.
В свою очередь, пропагандистский аппарат СССР подвергал Тюркеша самой резкой критике. В советских материалах о турецкой политике Тюркеш характеризовался как «верный последыш Гитлера», электоральные успехи его партии в 1977 году оценивались как «вызывающие беспокойство». Между MHP как парламентской партией и «Серыми волками» как националистической организацией не проводилось различия.
В то же время Тюркеш как националист настороженно относился к Западу. Прозападную ориентацию турецкой интеллигенции он называл «страшным бедствием нашей страны», требовал отстаивать самобытность турецкой культуры и независимость турецкой политики.

## Командир турецкого «Гладио»
Вторая половина 1970-х годов прошла в Турции под знаком политического давления напоминавшего гражданскую войну малой интенсивности. С 1976 по 1980 в терактах и уличных столкновениях между правыми и левыми радикалами погибли более 5 тысяч человек. «Серые волки» полковника Тюркеша принимали в этих событиях самое активное участие.
Считается, что Алпарслан Тюркеш стоял во главе оперативной системы «Контргерилья» — турецкого подразделения международной антикоммунистической системы Гладио. Впоследствии Халук Кырджи оценивал действия турецких ультраправых как противостояние коммунистической угрозе в контексте Холодной войны.
Возглавляя отряды уличных боевиков, Тюркеш при этом прагматично участвовал в парламентских комбинациях. В течение пятнадцати лет он был депутатом турецкого парламента. MHP вступала в коалиции с менее радикальными правыми силами — консервативной Партией справедливости, исламистской Партией национального спасения. С марта 1975 по январь 1978 Тюркеш занимал правительственный пост — являлся вице-премьером в правительствах лидера Партии справедливости Сулеймана Демиреля.

## Переворот 1980. Арест и заключение
12 сентября 1980 года в Турции произошёл государственный переворот. Был установлен военный режим во главе с Кенаном Эвреном. Генерал Эврен и его сподвижники стояли на позициях национализма и антикоммунизма, что соответствовало представлениям Алпарслана Тюркеша об оптимальной государственной власти. Однако военный режим жёстко подавлял все проявления политического экстремизма, как слева, так и справа.
Деятельность MHP и её боевых организаций была запрещена, активисты подверглись жёстким преследованиям. Тюркеш был арестован и провёл в заключении четыре с половиной года (большую часть этого времени находился в тюремном госпитале). Освобождён в апреле 1985 года.

## Новый курс
Во второй половине 1980-х и в 1990-х Алпарслан Тюркеш проводил несколько более умеренную политику. Это было обусловлено общей стабилизацией положения в стране, дезактуализацией коммунистической угрозы, эффективными реформами Тургута Озала и в значительной степени разрушением подпольной инфраструктуры при военном режиме. В новых условиях Тюркеш делал упор на борьбу за целостность Турции, против курдского сепаратистского движения.
После возвращения Турции к парламентской демократии партия Тюркеша (под названием Национальная партия труда) участвовала в выборах 1991 в блоке с исламистской Партией благоденствия Неджметтина Эрбакана (в 1983 и 1987 её кандидаты не были допущены к голосованиям). Депутатом парламента в 1991 стал и сам Алпарслан Тюркеш. На выборах 1995 MHP (название было восстановлено в 1993) получила более 8 %, но в парламент не прошла.
Успешными для партии стали выборы 1999 года — второе место с почти 18 % — которые проходили уже после кончины Тюркеша.

## Поддержка пантюркизма
После распада СССР Алпарслан Тюркеш активно подключился к пантюркистским движениям в постсоветских странах, прежде всего в Азербайджане. В 1992 году он посетил Баку, чтобы поддержать кандидатуру Абульфаза Эльчибея, сторонника протурецкой ориентации, на президентских выборах.
Однако пантюркистский курс не получил развития в Азербайджане после свержения Эльчибея в 1993 году. Противники Народного фронта и Национал-демократической партии считали такую политику опасной и бесперспективной. Неоднозначно воспринимались в Азербайджане и тесные связи Алпарслана Тюркеша с лидером Партии национальной независимости Этибаром Мамедовым.
При участии Тюркеша турецкие организации Европы создали денежный фонд для поддержки пантюркистов в Азербайджане.

## Семья
Алпарслан Тюркеш был дважды женат. Его первая супруга Музаффар Ханым скончалась в 1974 году. В 1976 году он женился на Севаль Ханым. В первом браке имел пятерых детей, во втором — двоих.
После кончины Алпарслана Тюркеша между его дочерьми Айзит и Умай возник конфликт из-за права распоряжения фондом, созданным для поддержки пантюркистов на Кавказе. В ходе судебных разбирательств было установлено, что обе снимали заметные суммы со счёта фонда. Это вызвало сильное недовольство и возмущение в партийных кругах.
Двое сыновей Алпарслана Тюркеша — Йылдырым Тугрул и Ахмет Куталмыш — политики и депутаты парламента. Первый из них после кончины отца претендовал на лидерство в MHP, однако не был избран председателем. Йылдырым Тугрул Тюркеш создал свою политическую организацию, но впоследствии возвратился в MHP. Ахмет Куталмыш Тюркеш примыкает к исламистской Партии справедливости и развития Реджепа Тайипа Эрдогана.

## Кончина. Политический авторитет
Алпарслан Тюркеш скончался в апреле 1997 года. Похоронен в Анкаре.
Три месяца спустя съезд MHP избрал председателем партии экономиста Девлета Бахчели, который в целом продолжил курс основателя партии с поправкой на меняющиеся условия. Под руководством Бахчели партия заметно укрепила свои позиции, расширила парламентское представительство.
«Башбуг Алпарслан Тюркеш» почитается турецкими националистами как идеологический основоположник и политический основатель движения. Даты его биографии торжественно отмечаются партийными активистами.
Точка зрения Алпарслана Тюркеша на различные политические вопросы учитывается в современной Турции. Высказывания Тюркеша в пользу усиления власти главы государства приводились в обоснование прямых выборов президента Турции в 2014 году и конституционной реформы.